# Antonio Gallardo Molina
Antonio Gallardo Molina (Jerez de la Frontera, 27 de septiembre de 1925-Ib., 12 de abril de 2013) fue un poeta, compositor y fotógrafo español.

## Biografía
Nació el 27 de septiembre de 1925 en la calle Antona de Dios, 13 de Jerez de la Frontera, provincia de Cádiz, donde se crio y disfrutó desde niño del flamenco y la copla.
Fue fundador y director de la primera Academia Flamenca de Cante, Baile y Guitarra de Jerez, miembro desde 1986 de la Real Academia San Dionisio de Ciencias, Artes y Letras y la Cátedra de Flamencología. También colaboró con medios de comunicación como Cadena COPE, Radio Jerez, Localia Jerez y Diario de Jerez.
Falleció en la mañana del 12 de abril de 2013 en Jerez de la Frontera.

## Obra
Prolífico poeta, compositor y fotógrafo, registró en la SGAE más de setecientas obras. La mayoría de ellas fueron escritas para La Paquera de Jerez, Rafael Farina o la Sallago, pero otros mucho cantaores como Rocío Jurado, Lola Flores, José Mercé, Miguel Poveda o Jesús Méndez han hecho versiones de sus obras. La artista ROSALÍA, en dos de sus canciones del reconocido álbum "EL MAL QUERER" (2018) recurre también a obras de este autor ("Reniego" y"Que no salga la luna").
Entre sus canciones más conocidas destacan  "Maldigo tus ojos verdes", "Solea de mis pesares", "La luz de tus ojos grises" y "Sendas del viento", así como los villancicos jerezanos “Carita Divina”, "A la hojita verde" y "Por el camino de Egipto".
También escribió dos libros
En 2015 se publica Florilegio, libro póstumo

## Reconocimientos
- Hijo predilecto de Jerez[7]
- Premio Ciudad de Jerez[8]
- Miembro de la Academia San Dionisio
- Miembro de la Cátedra de Flamencología[3]